# 桂文治 (6代目)
六代目 桂 文治（かつら ぶんじ、天保14年（1843年） - 明治44年（1911年）2月16日）は、落語家。本名同じ、幼名は由之助。

## 来歴
四代目桂文治の長男。嘉永3年（1850年）、8歳の時に幼名の由之助で高座に上がった。友禅の振袖姿で小咄を演じた後舌の四竹を打ちながら踊ったという。
初代文治の長女でもある祖母・お幸の後ろ盾により万延2年正月（1861年2月）に三代目桂文楽と名を変え芝居噺の看板を上げた。さらに慶応2年（1866年）六代目桂文治を襲名した。
芝居噺は本格的で踊りを西川寅之助に習い、噺の基本は三代目金原亭馬生から仕込まれた。この頃、江戸では『下谷上野さねかつら 桂文治は噺家で』という江戸しりとり唄が流行した。
明治に入り、戸籍の届出の際、本名を高座名と同じ桂文治とする。
明治8年（1875年）、「落語睦連」が出来た時、頭取を三代目麗々亭柳橋とし三遊亭圓朝と共に補佐役となった。明治33年（1900年）には頭取に返り咲いた。
明治中期以降は人気が落ち、明治41年（1908年）11月に上方に出勤した際に二代目桂文團治に一代限りの条件で文治の名を譲り、七代目桂文治を襲名させ、自らを三代目桂大和大掾と改めた。
翌年2月には三代目桂楽翁を名乗り3月には中風で倒れ引退した。明治44年（1911年）2月16日死去、69歳。碑は江東区法性寺。墓所は父と同じ光圓寺。
文治の名跡が江戸系統に戻るのは、六代目の死から18年後に養子（後妻）の三代目桂大和が八代目桂文治を襲名した時である。

## 人物
顔は面長で顎がしゃくれていたことから「ちりれんげ」とあだ名された。

## 得意ネタ
『おさん茂兵衛』『西郷隆盛』『高橋お伝』『上野戦争』『桜田の雪』などの正本芝居噺や『小烏丸』『逸見十郎太』『猫忠』といった一席物芝居噺、『唐茶屋』『縮み上り』『団子平』『親子茶屋』『清正公酒屋』『おすわどん』『七段目』といった古典も得意とした。

## 弟子
- 喜久亭寿楽 - 二代目桂才賀門下から移籍
- 四代目立川談志 - 二代目桂才賀門下から移籍
- 四代目桂文楽 - 四代目桂文治門下から移籍
- 六代目三笑亭可楽
- 八代目桂文治（文治の養子）

他多数